# Fritz Cremer
Pour les articles homonymes, voir Cremer.
Fritz Cremer, né le 22 octobre 1906 à Arnsberg et mort le 1er septembre 1993 à Berlin, est un sculpteur, graphiste et dessinateur allemand.
Il est vice-président de l'Académie des arts de la République démocratique allemande de 1974 à 1983.

## Biographie
Fritz Cremer est le fils d'un maître tapissier qui meurt un an après sa naissance. Également orphelin de mère en 1922, il est recueilli dans une famille de mineurs. Après son apprentissage, il travaille comme compagnon tailleur de pierre à Essen. Il prend des cours de sculpture le soir à la Folkwang Universität.
En 1926, il adhère à la Jeunesse communiste et en 1929 au Parti communiste d'Allemagne (KPD). Vers 1929, il rencontre Hanna Berger, danseuse et chorégraphe, militante communiste comme lui. Ils forment un couple jusqu'en 1950 et son installation à Berlin-Est.
De 1934 à 1938, il est élève avancé (Meisterschüler) du sculpteur Wilhelm Gerstel. En 1937, il passe un an d'études à l'académie allemande des arts à Rome. En 1938, il dirige son propre atelier de maître à l'académie prussienne des arts.
Incorporé dans l'armée en 1940, il a une permission d'absence en 1942 pour effectuer un séjour d'études à Rome consécutif à l'obtention du prix de la villa Massimo. De 1944 à 1946, il est détenu dans un camp de prisonniers de guerre yougoslave où il fonde un comité antifasciste.
En 1946, il est nommé professeur et directeur de la section sculpture de l'université des arts appliqués de Vienne.
En 1950, il s'installe à Berlin-Est. Il devient membre de l'Académie des arts de la RDA et dirige un atelier de maître.
Parmi les nombreuses œuvres sculptées qu'il réalise, il conçoit notamment les monuments à la mémoire des déportés de Buchenwald, Mauthausen, Ravensbrück et reçoit de hautes distinctions.
Fritz Cremer meurt à Berlin en 1993 et est inhumé au cimetière de Pankow III (de) de Berlin-Pankow. Sa tombe est un Ehrengrab (tombe d'honneur).

## Œuvres sculptées
Outre les nombreux monuments commémoratifs pour les camps de concentration, où il représente « l’être humain qui souffre et se bat », Fritz Cremer a réalisé de nombreuses sculptures, notamment de couples amoureux ou de nus féminins, se situant dans la tradition d'Aristide Maillol et d'Auguste Rodin et s’imprégnant du réalisme de Käthe Kollwitz et d’Ernst Barlach.
Liste non exhaustive :
- 1946 : statue pour l'espace dédié à la mémoire des Autrichiens au camp de concentration d'Auschwitz.
- 1947 : monument commémoratif pour les victimes du fascisme au Cimetière central de Vienne.
- 1949 : mémorial pour les victimes françaises du régime nazi au camp de concentration d'Ebensee.
- 1952 : début des travaux pour le monument commémoratif de Buchenwald.
- 1958 : inauguration du monument de Buchenwald pour lequel Fritz Cremer obtient le  Prix national 1re classe.
- 1959-60 : mémorial pour le camp de concentration de Ravensbrück.
- 1961-1965 : O Deutschland, bleiche Mutter, monument pour le camp de Mauthausen.
- 1964 : buste en bronze de Hanns Eisler.
- 1966-1968 : monument à Berlin-Friedrichshain pour les combattants allemands des brigades internationales pendant la guerre d'Espagne.
- 1968 : monument Karl-Marx (Francfort-sur-l'Oder).
- 1984 : le combattant pour la liberté (Freiheitskämpfer) à Brême. Sculpture en mémoire des adversaires et victimes du nazisme[6].
- 1986–1989 : monument a la mémoire de Bertolt Brecht à Berlin sur la Bertolt-Brecht-Platz.

## Illustrations

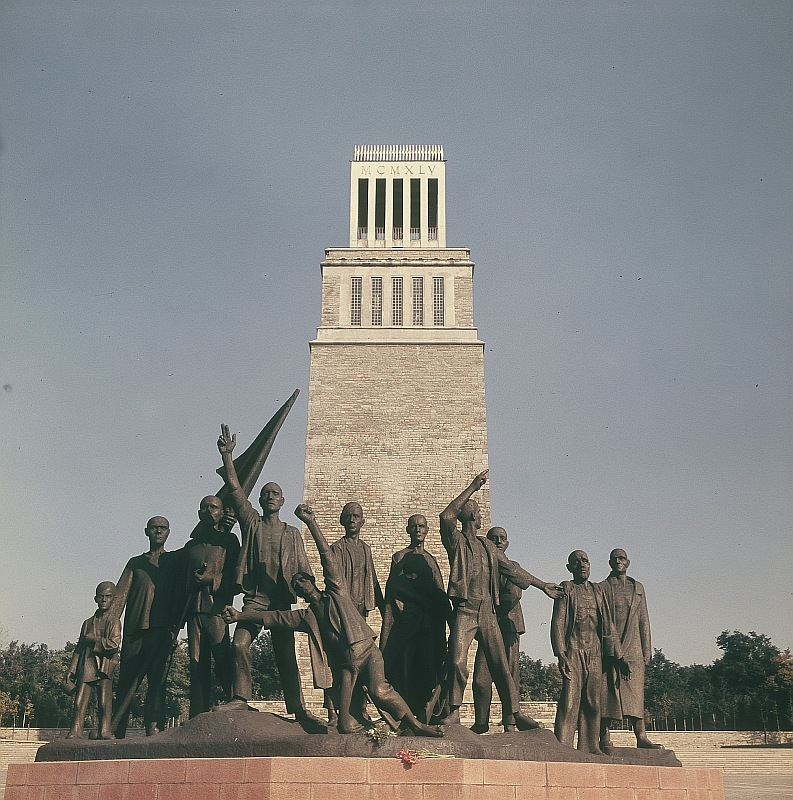
Monument commémoratif de Buchenwald.
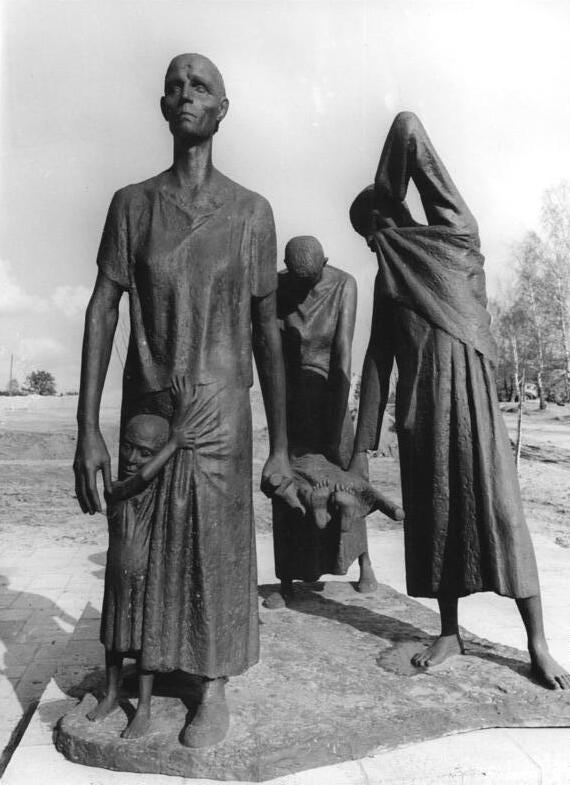
Müttergruppe (groupe de mères) au mémorial de Ravensbrück.
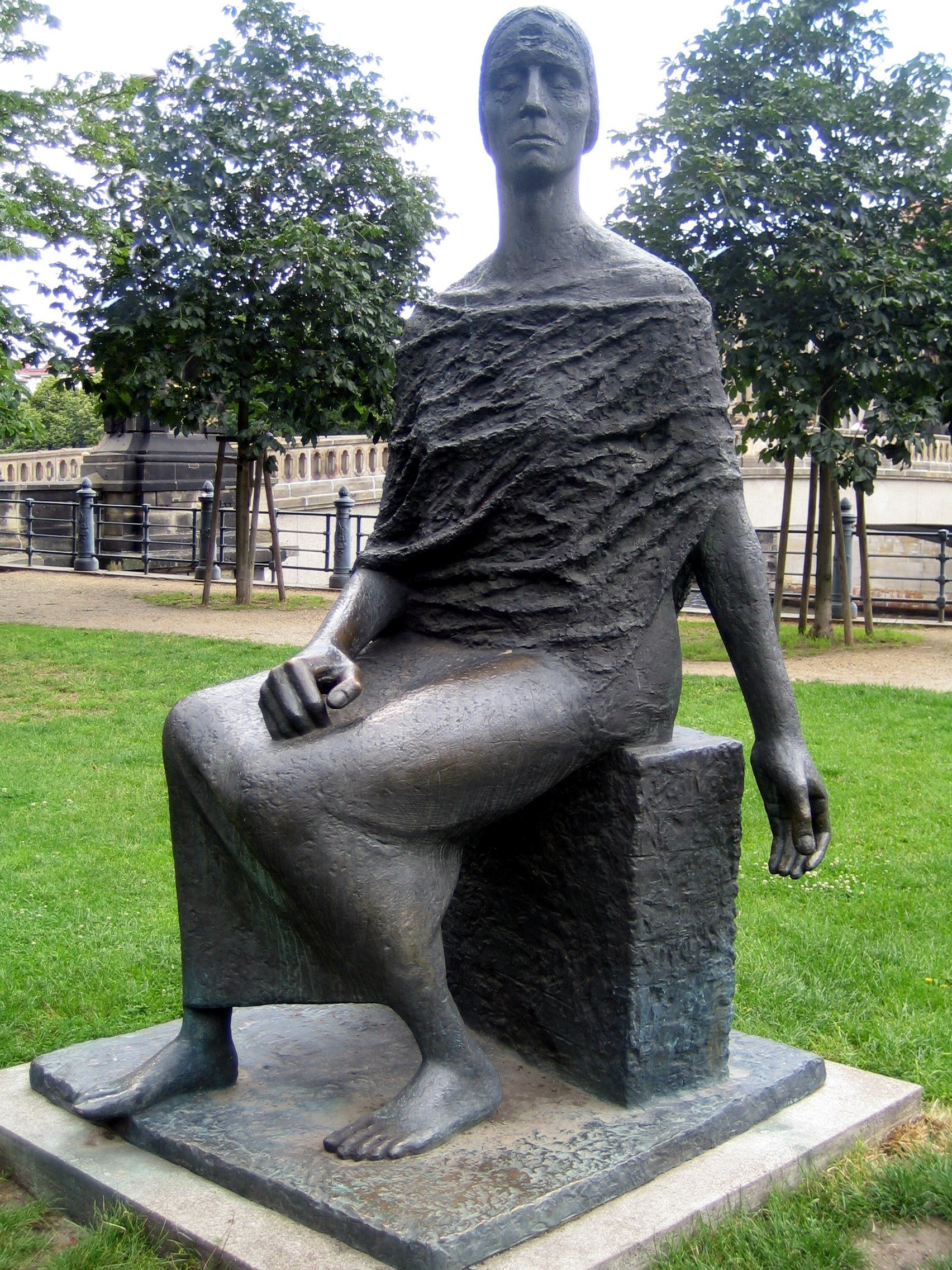
O Deutschland, bleiche Mutter (camp de Mauthausen).
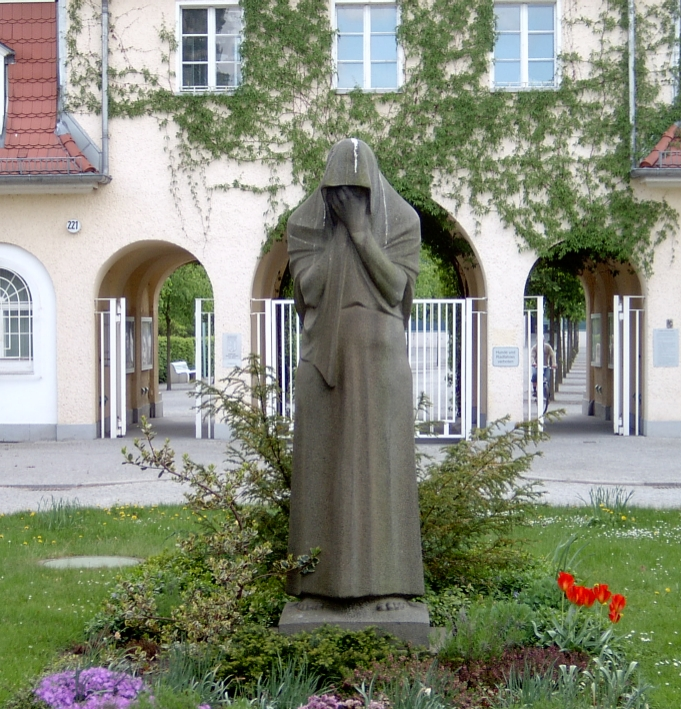
Trauernde (femme en deuil).
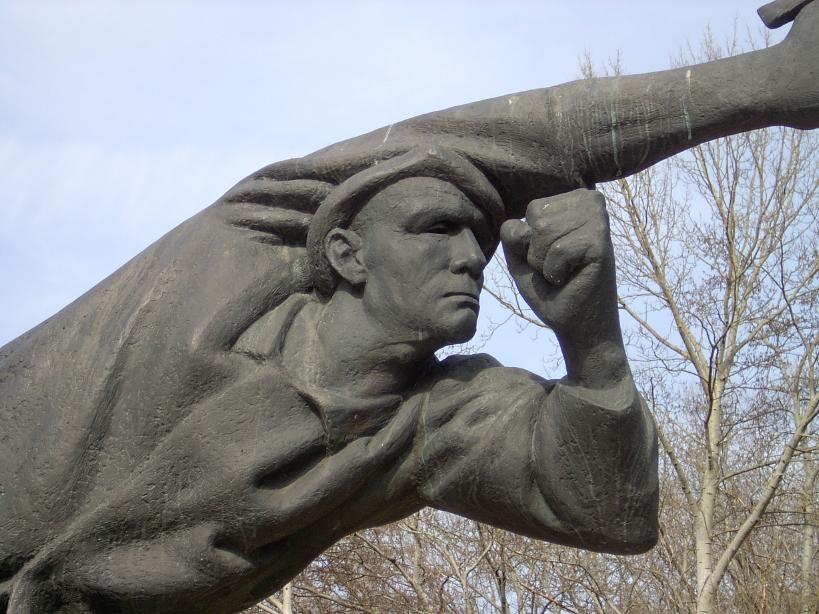
Monument pour les combattants allemands pendant la guerre d'Espagne, à Berlin-Friedrichshain (détail).
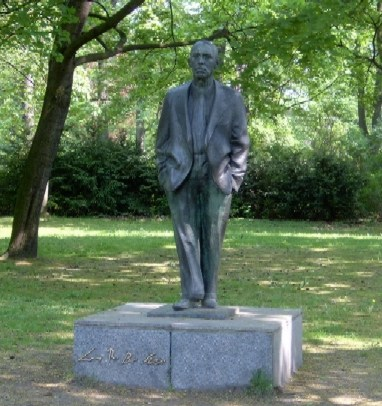
Johannes R. Becher, Bürgerpark Pankow.
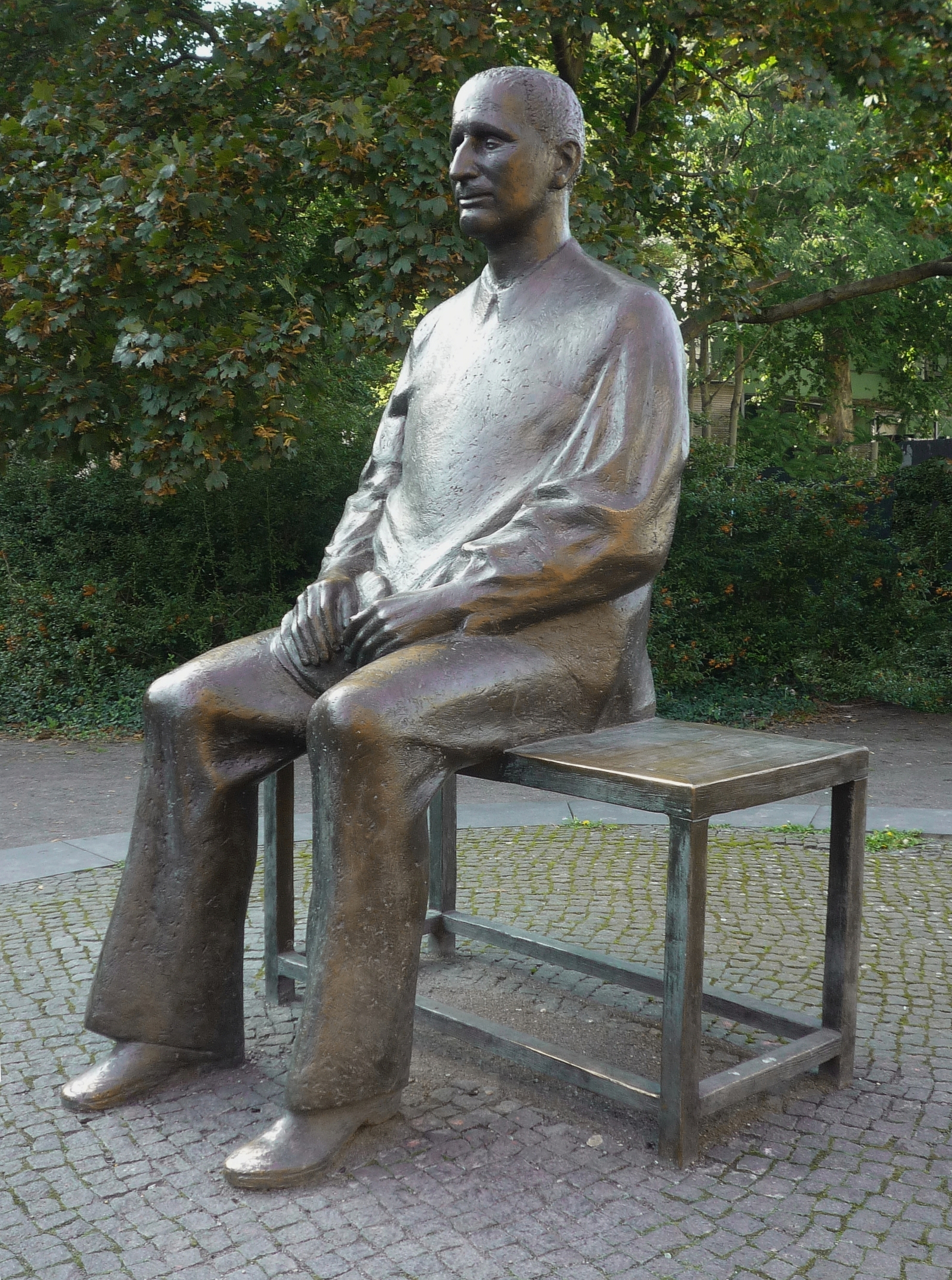
Monument à la mémoire de Bertolt Brecht devant le Berliner Ensemble.
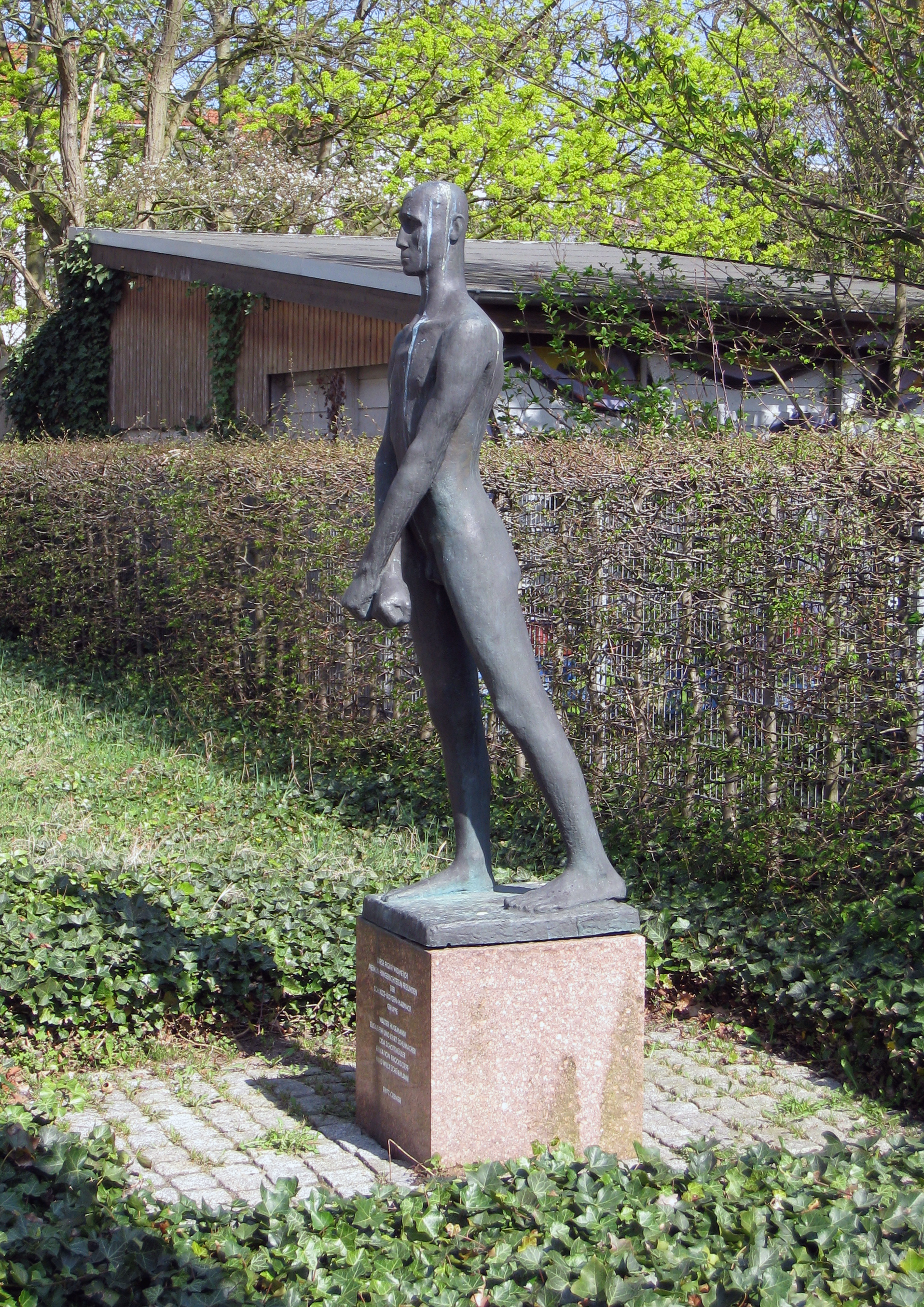
Freiheitskämpfer  (le combattant pour la liberté).
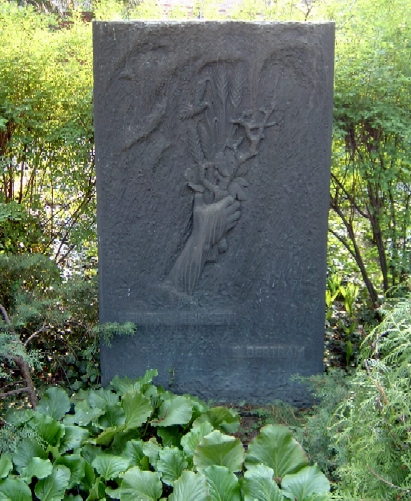
Tombe de Heinrich Ehmsen.
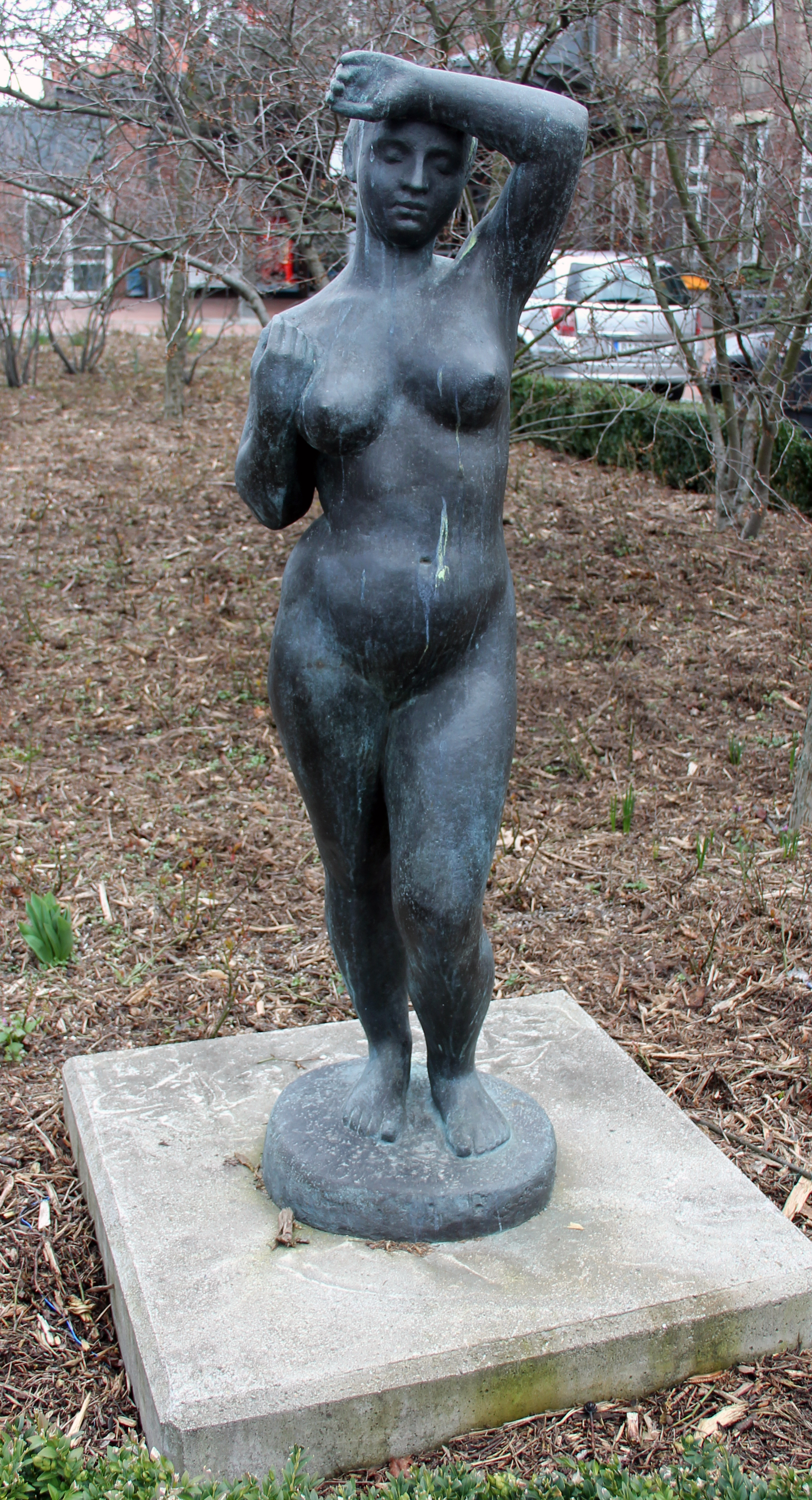
Große Eva, Berlin.